# Seed (Film)
Seed ist ein kanadischer Horrorfilm aus dem Jahr 2007. Er wurde von Uwe Boll inszeniert, die Hauptrollen spielten unter anderem Will Sanderson, Michael Paré und der vor allem in Deutschland bekannte Ralf Moeller. Einen Gastauftritt hat der aus der Fernsehserie Stargate bekannte Schauspieler Don S. Davis.

## Handlung
Die Geschichte spielt in den 1970er Jahren. Der Serienkiller Max Seed wird von Detective Bishop in seinem Haus mitten im Wald gestellt. Bevor Seed jedoch endgültig verhaftet werden kann, gelingt es ihm, fünf Polizisten zu töten.
Der zum Tode verurteilte Seed wartet daraufhin im Gefängnis von Direktor Wright auf seine Hinrichtung durch den elektrischen Stuhl. Da er nach zwei Stromstößen noch nicht tot ist, er aber nach dem dritten misslungenen Versuch freigelassen werden müsste, drängt Direktor Wright den Gefängnisarzt Dr. Wickson dazu, den Tod des Verurteilten festzustellen und einen Totenschein auszustellen.
Seed wird daraufhin lebendig begraben. Allerdings kann er sich aus seinem Grab befreien und geht systematisch gegen die an dieser Verschwörung beteiligten Personen vor und tötet sie.
Als Direktor Wright dies erfährt, beauftragt er Bishop, Seed erneut festzunehmen. 
Zu Hause stellt Bishop fest, dass seine Frau und seine Tochter von Seed entführt worden sind. Sofort fährt er zu Seeds Haus, um sie dort zu suchen, er tappt jedoch in eine Falle und wird in eine Kammer eingesperrt. Via Videokamera kann Bishop seine Frau und seine Tochter sehen und sogar mit ihnen reden. Als dann Seed bei Frau und Tochter erscheint, versucht Bishop vergebens auf ihn einzureden. Seed teilt Bishops Tochter und ihrem Vater mit, dass er sich umbringen müsse, um die zwei zu retten. Wieder versucht Bishop auf Seed einzureden. Als dieser Bishops Frau tötet, erschießt sich Bishop letzten Endes. Doch seine Tochter wird nicht freigelassen, sondern wird zu ihrem Vater in den Keller gesperrt.

## Hintergrund
- Seed startete am 3. November 2007 in den USA und am 22. November 2007 in Deutschland.
- Bereits am 27. April 2007 war der Film als Weltpremiere am Weekend of Fear in Erlangen zu sehen. Dabei war der Regisseur und Drehbuchautor Uwe Boll persönlich anwesend. Vor dem Film erklärte er, dass Seed ein äußerst brutaler Film und nichts für schwache Nerven sei.
- Zu Beginn des Films sieht man reale Aufnahmen von Hunden, die brutal getreten und bei lebendigem Leibe gehäutet werden. Zur Verfügung gestellt wurden diese authentischen Szenen von der weltgrößten Tierrechtsorganisation People for the Ethical Treatment of Animals (PETA), die auch 2,5 % der Netto-Einnahmen des Films erhält.[3] Boll will damit klarmachen, „wie kaputt die menschliche Spezies ist. Das Material von PETA zeigt, dass Menschen nicht per se gut sind. Menschen töten gnadenlos und emotionslos, als Sport, für den Profit oder einfach nur aus Genuss.“[4]
- Die Aussage des Trailers, der Film basiere auf wahren Ereignissen, ist falsch. Des Weiteren ist die Meinung, dass ein Verurteilter nach drei fehlgeschlagenen Hinrichtungsversuchen durch Stromstöße freigelassen werden müsse, lediglich eine Großstadtlegende.[5]

## Kritiken
Der Film bekam in der deutschen Presse negative bis vernichtende Kritiken. So schreibt Cinema, er sei „ein konventioneller Serienkiller-Slasher, der mit zwei außergewöhnlich derben Szenen aufwartet“. Das Lexikon des Internationalen Films urteilt: „Ein sich an Todesorgien weidender, von vielen Unzulänglichkeiten begleiteter Trashfilm, der durch seine krude verpackten politischen Botschaften gegen Todesstrafe und Tierquälerei noch fragwürdiger wird.“
In der Internet Movie Database erhielt der Film außergewöhnlich schlechte Wertungen und landete auf Platz 50 der „Bottom-List“. (Stand 6. Mai 2008)
Auszeichnungen
- Der Film erhielt 2007 auf dem Horror Film Festival in New York einen Preis für die besten Spezialeffekte.[7]

## Fortsetzung
Im Mai 2013 begannen die Dreharbeiten zu einer Fortsetzung des Films. Regie führte diesmal der deutsche Regisseur Marcel Walz, der vor allem durch La petite Mort Bekanntheit erlangte. In den Hauptrollen der Fortsetzung sind Natalie Scheetz, Caroline Williams, Christa Campell und Nick Principe zu sehen sein. Uwe Boll ist als Produzent an dem Film beteiligt. Seed 2 – The New Breed erschien in Deutschland im Juli 2014 auf DVD und Blu-ray. Micaela Schäfer spielt hier eine Gastrolle.